# 성 목록
다음은 전세계의 성 목록이다.

## 나라별

### 아시아
- 한국
- 일본
- 중화인민공화국
- 이란
- 인도
- 레바논
- 스리랑카
- 시리아
- 파키스탄

### 아프리카
- 가나
- 남아프리카 공화국

### 유럽
- 그리스
- 네덜란드
- 노르웨이
- 독일
- 덴마크
- 라트비아
- 러시아
- 루마니아
- 룩셈부르크
- 리투아니아
- 마케도니아
- 몰타
- 벨기에
- 벨라루스
- 보스니아 헤르체고비나
- 불가리아
- 세르비아
- 스웨덴
- 스위스
- 스페인
- 슬로베니아
- 슬로바키아
- 아르메니아
- 아일랜드
- 아제르바이잔
- 알바니아
- 에스토니아
- 영국
- 오스트리아
- 우크라이나
- 이탈리아
- 체코
- 크로아티아
- 키프로스
- 터키
- 포르투갈
- 폴란드
- 프랑스
- 핀란드
- 헝가리

### 아메리카
- 브라질
- 캐나다
- 도미니카 공화국
- 멕시코
- 미국

## 같이 보기
- 가상 속의 성 목록
- 요새 목록